# Edificio Colón
L'Edificio Colón è un grattacielo che si trova a Barcellona nell'Avinguda de les Drassanes, nei pressi del Monumento a Colombo, da cui prende il nome.
È stato costruito nel 1970 e, con i suoi 110 metri di altezza, è stato il primo edificio di Barcellona a superare i 100 metri di altezza superando così la Torre Jaume I e rimanendo l'edificio più alto della città finché sono stati costruiti l'Hotel Arts e la Torre Mapfre.
L'edificio è protetto dall'Inventario del Patrimonio Architettonico di Catalogna.

## Descrizione
Progettata dall'architetto Josep Ribas González, la torre ospita uffici su tutti i 28 piani e, alla sua creazione, era considerato un edificio innovativo nel panorama architettonico spagnolo per il tipo di organizzazione funzionale e per l'estetica degli elementi architettonici e dei materiali.
Ha chiare influenze degli edifici in altezza di Mies van Der Rohe come gli appartamenti di Lake Shore Drive di Chicago, soprattutto per quanto riguarda la sottostruttura metallica. Si tratta comunque di un razionalismo adattato al contesto barcellonese che riflette l'ambiente marittimo dell'area in cui sorge. Una menzione a parte merita il ruolo che il suo profilo riveste nel paesaggio cittadino, definitivamente legato alla memoria collettiva come simbolo in più dell'area portuale.